# SÖRAB
SÖRAB, Söderhalls Renhållningsverk AB, är ett regionalt avfallsbolag som delägs av kommunerna Danderyd, Järfälla, Lidingö, Sollentuna, Solna, Stockholm, Sundbyberg, Täby, Upplands Väsby och Vallentuna. SÖRAB bildades 1978